# Línia MB3 d'autobusos de l'Àrea Metropolitana de Barcelona
La línia MB3 d'AMB és una línia d'autobús de l'Àrea metropolitana de Barcelona, gestionada per Soler i Sauret.

## Característiques
L’any 2006, poc més de tres anys des de l'establiment d'un servei de bus urbà, MolinsBus (una UTE entre Soler i Sauret i Sarbus, operadora de la xarxa de bus urbà) va posar en marxa les línies MB3 i MB4 per ampliar la xarxa d’autobusos urbans a Molins de Rei, amb minibusos per adaptar-se pels carrers empinats i petits de la muntanya. La MB3 comunicava el centre de Molins amb els barris de muntanya i l’estació de La Floresta, gràcies a una col·laboració amb l'Ajuntament de Sant Cugat, mentre que la MB4 cobria el barri de La Pau de Molins i el cementiri.
El 2008 aquestes dues línies es van fusionar en una única MB3, que mantenia el recorregut a la muntanya i també donava servei al barri de la Pau i al cementiri, amb més parades a aquesta zona.
El 2023 es va ampliar el recorregut de la MB3 cap a zones properes a l’estació de Molins i es va millorar la freqüència a una hora. Posteriorment, el 2025, la freqüència es va incrementar a mitja hora els dies laborables i una hora els caps de setmana i festius.

### Freqüències
| Dilluns a divendres feiner excepte agost |           |
| De 6:15 a 21:15                          | 30 minuts |
| Dilluns a divendres feiner d’agost       |           |
| De 06:05 a 20:45                         | 60 minuts |
| Dissabtes feiner                         |           |
| De 08:05 a 20:45                         | 60 minuts |
| Festius                                  |           |
| De 09:05 a 20:45                         | 60 minuts |

## Recorregut
Des del 26 de maig de 2008, data en què les línies MB3 i MB4 es van fusionar, la MB3 disposa de dos itineraris alternatius: un que circula per la carretera de Vallvidrera i un altre que passa pel cementiri.
| Codi parada TMB/AMB | Nom de la parada                                | Ubicació                                                | Correspondències | Enllaços | Anotacions                       |
| ------------------- | ----------------------------------------------- | ------------------------------------------------------- | ---------------- | -------- | -------------------------------- |
| 201259              | St. Domènec - Torrent Benet                     |                                                         |                  |          |                                  |
| 200119              | Joan Maragall                                   | Joan Maragall (Sant Antoni Maria Claret-Carme Galceran) | MB1              |          |                                  |
| 201261              | Carme Galceran - Cristòfol Colom                |                                                         | MB1              |          |                                  |
| 200087              | St. Antoni Ma. Claret - Carme Galceran          | Sant Antoni M. Claret (Carme Galceran-Esperanto)        |                  |          |                                  |
| 200145              | Pl. Països Catalans                             | Pl. Països Catalans (Jacint Verdaguer-Pare Manyanet)    |                  |          | Trajecte per Ctra. de Vallvidera |
| 200128              | Verdaguer - Torras i Bages                      | Jacint Verdaguer (Torras i Bages-Font dels casats)      | MB2              |          | Trajecte per Ctra. de Vallvidera |
| 200129              | Ctra. de Vallvidrera - Antoni Gaudí             | Ctra. de Vallvidrera (Antoni Gaudí-Av. Collserola)      | MB2              |          | Trajecte per Ctra. de Vallvidera |
| 200132              | Pl. Països Catalans                             |                                                         |                  |          | Trajecte per Cementiri           |
| 200147              | Catalunya                                       |                                                         |                  |          | Trajecte per Cementiri           |
| 200148              | Rector Colom                                    |                                                         |                  |          | Trajecte per Cementiri           |
| 200149              | Cementiri - Tanatori                            |                                                         |                  |          | Trajecte per Cementiri           |
| 200150              | Collserola                                      |                                                         |                  |          | Trajecte per Cementiri           |
| 200151              | Rotonda Vallvidrera                             |                                                         |                  |          | Trajecte per Cementiri           |
| 200152              | Església St. Bartomeu                           | Ctra. Vallvidrera (Església)                            |                  |          |                                  |
| 200153              | Ctra. de Vallvidrera                            | Ctra. de la Rierada (Passat Ctra. de Vallvidrera)       |                  |          |                                  |
| 200154              | Ctra. de la Rierada                             | Ctra. de la Rierada (Abans Bosc)                        |                  |          |                                  |
| 200155              | Les Cases de Can Castellví                      | Av. Castellví (Av. Can Castellví)                       |                  |          |                                  |
| 200156              | Can Santoi                                      | Av. Verge de Montserrat (Passat Sibèria )               |                  |          |                                  |
| 200157              | Av. Montserrat c. Llunell                       | Av. Verge de Montserrat (Passat Av. Llunell)            |                  |          |                                  |
| 200158              | Av. Montserrat c. Barranc del Llop 1 - Magnòlia | Av. Montserrat (Passat Barranc del Llop)                |                  |          |                                  |
| 200159              | c. Gerani                                       | Gerani (Av. Montserrat)                                 |                  |          |                                  |
| 200160              | Av. Montserrat c. Barranc del Llop 2            | Av. Verge de Montserrat (Passat Barranc del Llop)       |                  |          |                                  |
| 200146              | Av. Montserrat c. Barranc del Llop 2 - Montsec  | Av. Montserrat (Passat Montsec)                         |                  |          |                                  |
| 200161              | Associació de Veïns Vallpineda                  | Av. Verge de Montserrat (Abans Sol)                     |                  |          |                                  |
| 200163              | Av. Montserrat / Dos Termes                     | Av. Verge de Montserrat (Passat Planeta)                |                  |          |                                  |
| 200164              | Pl. del Centre                                  | Pl. del Centre (Av. Mines-Vallvidrera a Sant Cugat)     |                  |          |                                  |
| 200165              | FGC La Floresta                                 | Av. de l'Estació (Estació FGC La Floresta)              |                  |          |                                  |

| Codi parada TMB/AMB | Nom de la parada                                | Ubicació                                                         | Correspondències | Enllaços | Anotacions                       |
| ------------------- | ----------------------------------------------- | ---------------------------------------------------------------- | ---------------- | -------- | -------------------------------- |
| 200165              | FGC La Floresta                                 | Av. de l'Estació (Estació FGC La Floresta)                       |                  |          |                                  |
| 200166              | Pl. del Centre                                  | Av. Verge de Montserrat (Vallvidrera a Sant Cugat-Av. Sant Joan) |                  |          |                                  |
| 200167              | Av. Montserrat / Dos Termes                     | Av. Verge de Montserrat (Abans Planeta)                          |                  |          |                                  |
| 200168              | Associació de Veïns Vallpineda                  | Av. Verge de Montserrat (Passat Sol)                             |                  |          |                                  |
| 200169              | Av. Montserrat c. Barranc del Llop 2 - Montsec  | Av. Verge de Montserrat (Montsec)                                |                  |          |                                  |
| 200170              | Av. Montserrat c. Barranc del Llop 2            | Av. Montserrat (Abans Barranc del Llop)                          |                  |          |                                  |
| 200171              | c. Gerani                                       | Av. Verge de Montserrat (Gerani)                                 |                  |          |                                  |
| 200172              | Av. Montserrat c. Barranc del Llop 1 - Magnòlia | Av. Verge de Montserrat (Abans Barranc del Llop)                 |                  |          |                                  |
| 200173              | Av. Montserrat c. Llunell                       | Av. Verge de Montserrat Davant Llunell                           |                  |          |                                  |
| 200174              | Can Santoi                                      | Av. Verge de Montserrat (Davant Sibèria)                         |                  |          |                                  |
| 200175              | Les Cases de Can Castellví                      | Av. Castellví (Av. Can Castellví)                                |                  |          |                                  |
| 200176              | c. del Bosc                                     | Ctra. Rierada (Abans Bosc)                                       |                  |          |                                  |
| 200177              | c. del Bosc - c. Canigó                         | Bosc (Abans Canigó)                                              |                  |          |                                  |
| 200178              | Església St. Bartomeu                           | Ctra. Vallvidrera (Davant Església)                              |                  |          |                                  |
| 200130              | Ctra. de Vallvidrera - Av. de Collserola        | Ctra. de Vallvidrera (Av. Collserola-Josefa Trocha)              | MB2              |          | Trajecte per Ctra. de Vallvidera |
| 200131              | Federació Obrera                                | Jacint Verdaguer (Passat Ptge. de la Riera)                      | MB2              |          | Trajecte per Ctra. de Vallvidera |
| 200145              | Pl. Països Catalans                             |                                                                  |                  |          | Trajecte per Cementiri           |
| 200179              | Rotonda Vallvidrera                             |                                                                  |                  |          | Trajecte per Cementiri           |
| 200180              | Collserola                                      |                                                                  |                  |          | Trajecte per Cementiri           |
| 200181              | Cementiri - Tanatori                            |                                                                  |                  |          | Trajecte per Cementiri           |
| 200182              | Rector Colom                                    |                                                                  |                  |          | Trajecte per Cementiri           |
| 200183              | Narcís Monturiol                                |                                                                  |                  |          | Trajecte per Cementiri           |
| 200115              | Pl. Països Catalans                             |                                                                  |                  |          | Trajecte per Cementiri           |
| 200116              | Onze de Setembre                                | Sant Antoni Maria Claret (Av. Onze de Setembre-Carme Galceran)   | MB1              |          |                                  |
| 200117              | Poliesportiu                                    | Sant Antoni Maria Claret (Passat Carme Galceran)                 | MB1              |          |                                  |
| 200118              | Pas soterrat Rodalies                           | Sant Antoni Maria Claret (Pas soterrat)                          | MB1              |          |                                  |
| 201260              | Torrent Benet - Av. Mancomunitat                |                                                                  |                  |          |                                  |
| 201259              | St. Domènec - Torrent Benet                     |                                                                  |                  |          |                                  |